# Louis Poterat
Louis Poterat est un parolier français, né le 2 juin 1901 à Troyes et mort le 6 janvier 1982 à Genève.

## Biographie
Après des études de droit, Louis Poterat débute dans le journalisme, puis se lance dans le commerce. Il écrit d'abord pour des revues locales, et s'intéresse à la chanson. Il adapte des œuvres étrangères, et entre à la firme de cinéma Pathé-Marconi pour écrire en série des chansons de films. Ses premiers grands succès datent de la fin des années 1930, et sont des adaptations de chansons étrangères (J'attendrai, sur une musique du compositeur italien Dino Olivieri, en 1938, chantée par Rina Ketty ; Sur les quais du vieux Paris, dont la musique est due à un Allemand, Ralph Erwin, premier succès de Lucienne Delyle, en 1939). En 1943 il écrit la Valse des regrets sur la musique de la célèbre valse en la bémol, opus 39, no 15, de Johannes Brahms, qui deviendra un des grands succès de Georges Guétary. Pendant la Seconde Guerre mondiale, il est résistant au sein des Forces françaises combattantes. À la fin des années 1940 il collabore fréquemment avec Henri Bourtayre, notamment pour l'opérette Miss Cow-Boy.

## Comédies musicales télévisées
- 1964 : Pierrots des Alouettes, comédie musicale télévisée d'Henri Spade (lyrics)